# Malanca E2C
La E2C è una motocicletta stradale costruita dalla Malanca dal 1974 al 1982.

## Il contesto
L'idea di una 125 cm³ stradale nacque dall'esperienza nelle corse della Casa di Pontecchio Marconi: fu il fondatore della Casa, Mario Malanca, a volere uno stretto legame con la ottavo di litro che correva con Otello Buscherini.
Si optò per una 125 bicilindrica due tempi, ispirata nel motore alle contemporanee Yamaha, mentre per il telaio fu realizzato un doppia culla chiusa in tubi simile nel disegno alla Malanca 125 da GP. La moto, battezzata E2C, fu presentata al Salone di Parigi 1973; al successivo Salone di Milano, un mese dopo, fu presentata una versione sportiva. La produzione iniziò nella primavera 1974.

## La moto
All'inizio la moto si presentava con manubrio alto e freni a tamburo (l'anteriore a comando idraulico); a richiesta era disponibile il manubrio basso e il freno a disco anteriore. In occasione del Salone di Milano 1975 la moto fu migliorata, con l'adozione di termiche maggiorate; la gamma inoltre si ampliò con tre nuovi modelli:
- E2C Sport, più potente (18 CV) e dal look sportivo (mezzi manubri, pedane arretrate, sella con codino, due freni a disco all'anteriore);
- 150 GT, con motore maggiorato a 150 cm³, utilizzabile anche in autostrada;
- E2C Scrambler 125, ispirata alla contemporanea Ducati Scrambler.

Il maggiore successo fu riscosso dalla E2C Sport, che fu rivista nel 1977: nuova la strumentazione, i colori, le grafiche e la sella, fu montato un freno a disco anche al posteriore (prima ottavo di litro ad averlo) e i cerchi in lega (che si dimostrarono molto fragili).
Nel 1979 la moto ebbe un nuovo restyling, con nuovi colori (ispirati alle Lotus sponsorizzate John Player) e nuovi cerchi in lega più robusti. In quello stesso anno fu presentata la GTI, modello di transizione verso la GTI 80 del 1980, che sostituì la E2C come modello di punta della Casa emiliana. La moto non uscì però di produzione, restando a listino come modello più economico sino al 1982, anno in cui fu rimpiazzata dalla OB One raffreddata ad acqua.